# Sphaeriodesmus michoacanus
Sphaeriodesmus michoacanus är en mångfotingart som beskrevs av Chamberlin 1942. Sphaeriodesmus michoacanus ingår i släktet Sphaeriodesmus och familjen Sphaeriodesmidae. Inga underarter finns listade i Catalogue of Life.